# Paragomphus elpidius
Paragomphus elpidius е вид водно конче от семейство Gomphidae. Видът не е застрашен от изчезване.

## Разпространение
Разпространен е в Ботсвана, Демократична република Конго, Замбия, Зимбабве, Кения, Малави, Мозамбик, Намибия, Свазиленд, Танзания, Уганда и Южна Африка.